# Władysław Gallas
Władysław Gallas (ur. 1 grudnia 1885 w Sygneczowie, zm. ?) – pułkownik saperów Wojska Polskiego, działacz niepodległościowy, kawaler Orderu Virtuti Militari, inżynier kolejnictwa.

## Życiorys
Urodził się 1 grudnia 1885 w Sygneczowie, w ówczesnym powiecie wielickim Królestwa Galicji i Lodomerii, w rodzinie Stanisława i Anny z Michników. W latach 1904–1909 studiował w Szkole Politechnicznej we Lwowie, którą ukończył z tytułem inżyniera kolejnictwa. Po odbyciu jednorocznej ochotniczej służby wojskowej w cesarskiej i królewskiej Armii został mianowany kadetem rezerwy ze starszeństwem z 1 stycznia 1911 w korpusie oficerów piechoty i przydzielony w rezerwie do c. i k. Pułku Kolejowego w Korneuburgu. W szeregach tego oddziału walczył w czasie I wojny światowej. Na stopień porucznika rezerwy został mianowany ze starszeństwem z 1 lutego 1916 w korpusie oficerów piechoty.
Po odzyskaniu przez Polskę niepodległości został przyjęty do Wojska Polskiego. 30 lipca 1920 roku został zatwierdzony z dniem 1 kwietnia 1920 roku w stopniu majora, w korpusie wojsk kolejowych, w grupie oficerów byłej armii austro-węgierskiej.
3 maja 1922 został zweryfikowany w stopniu podpułkownika ze starszeństwem z dniem 1 czerwca 1919 i 2. lokatą w korpusie oficerów kolejowych. W 1923 jako oficer nadetatowy był oficerem w Departamencie VI Wojsk Technicznych Ministerstwa Spraw Wojskowych. 16 października 1923 został przeniesiony do 2 pułku kolejowego na stanowisko dowódcy.
Został awansowany do stopnia pułkownika w korpusie oficerów saperów kolejowych ze starszeństwem z dniem 15 sierpnia 1924. W 1924 jako oficer nadetatowy 2 pułku saperów kolejowych był szefem Wydziału w Departamencie VI Wojsk Technicznych. Z dniem 31 października 1928 został przeniesiony w stan spoczynku.
26 stycznia 1929 został mianowany przez premiera Kazimierza Bartela referentem technicznym i łącznikiem z ministerstwem komunikacji i robót publicznych.
Na początku lat 30. XX wieku przeprowadził się z Warszawy do Brzuchowic. Był żonaty, dzieci nie miał.

## Ordery i odznaczenia
- Krzyż Srebrny Orderu Wojskowego Virtuti Militari nr 5173 – 28 lutego 1922[18] (1792)[2][19]
- Krzyż Walecznych[20]
- Złoty Krzyż Zasługi – 10 listopada 1928 „w uznaniu zasług, położonych na polu pracy w poszczególnych działach wojskowości”[21][22]
- Medal Niepodległości – 4 listopada 1933 „za pracę w dziele odzyskania niepodległości”[23]
- Medal Pamiątkowy za Wojnę 1918–1921[24]
- Medal Dziesięciolecia Odzyskanej Niepodległości[24]
- Brązowy Medal Zasługi Wojskowej na wstążce Krzyża Zasługi Wojskowej[25]